# اوئارال
اوارال (به اسپانیایی: Huaral) یک شهر در پرو است که در استان اوئارال واقع شده‌است.